# Bothriechis lateralis
Bothriechis lateralis là một loài rắn trong họ Rắn lục. Loài này được Peters mô tả khoa học đầu tiên năm 1862.

## Hình ảnh

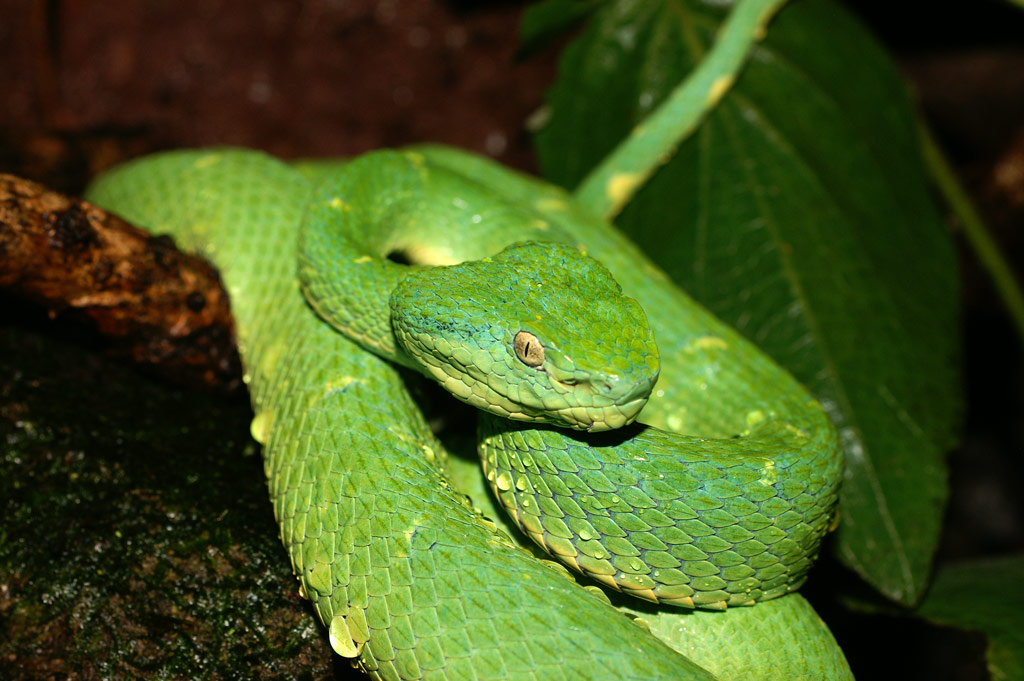
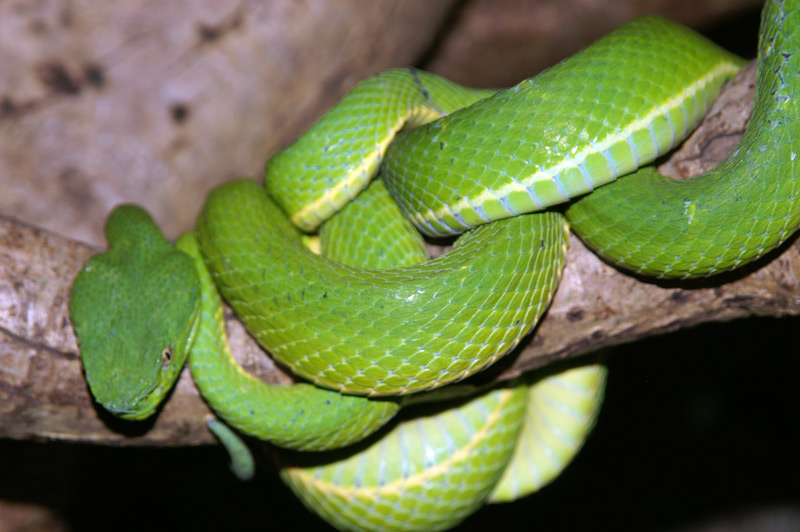
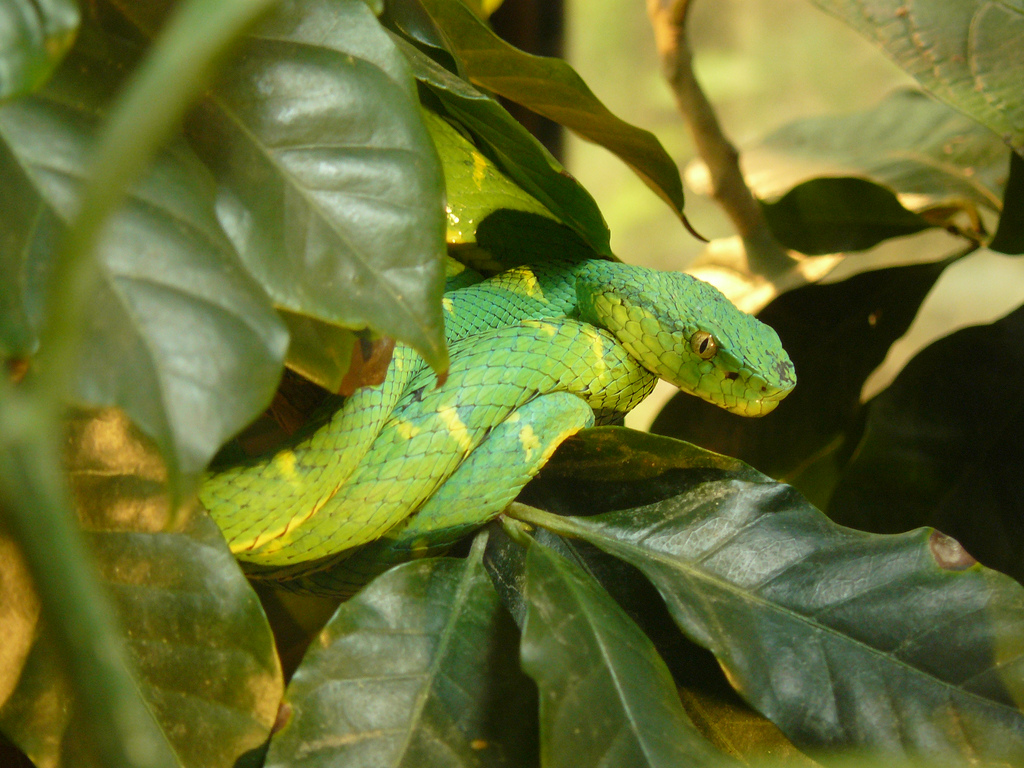
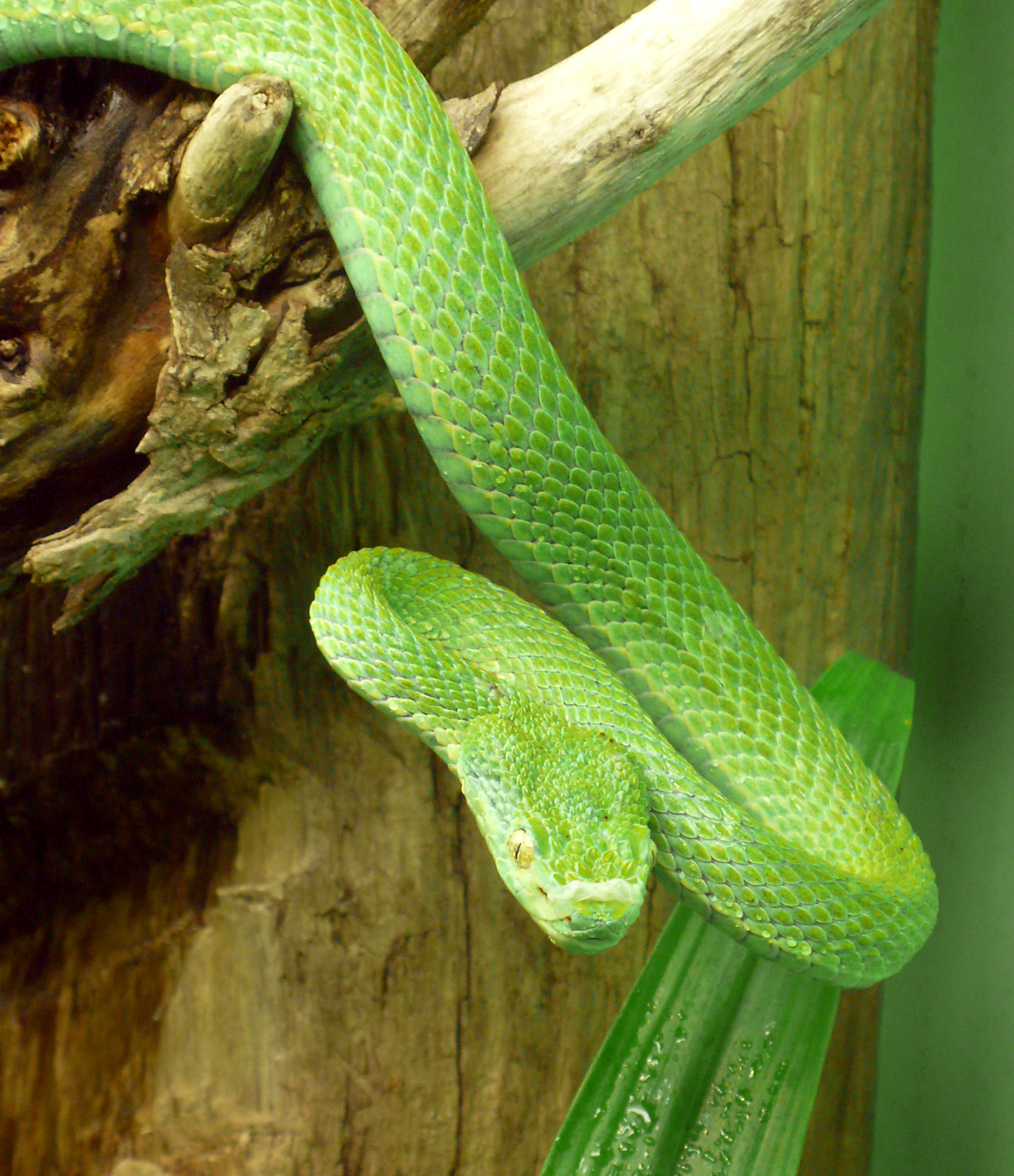